# رؤوف مصطفى
رؤوف مصطفى (1 أكتوبر 1940 - 1 أكتوبر 2017)، ممثل مصري.
تخرج من المعهد العالي للسينما. عمل كمذيع بإذاعة البي بي سي بلندن قبل أن يعود لمصر ليمارس العمل بالمجال الذي طالما عشقه «التمثيل» شارك في العديد من الأدوار الثانوية في الأعمال الفنية منها أفلام ديل السمكة ومحامي خلع وفيلم بحب السيما وكشف حساب ومسلسلات مثل نور الصباح ولحظات حرجة ومسلسل عباس الأبيض ومسلسل المصراوية ج 1 وجزء 2، وحصل على العديد من الجوائز، منها جائزة أحسن ممثل دور ثان من مهرجان الإسكندرية السينمائي الدولي عن دوره في فيلم «ديل السمكة»، وجائزة المهرجان الكاثوليكي عن دوره في نفس الفيلم.

## أفلامه
بالرغم من أنه لم يلعب دور البطولة أبدا إلا أنه شارك في أهم وأبرز الأفلام المصرية وهي:
| - القاهرة 30 1966 - ألو أنا القطة 1975 - الكلام في الممنوع 1997 - الغيبوبة\|\| 1998 - البطل 1998 - أيام السادات 2001 - محامي خلع 2002 - معالي الوزير 2002 - ديل السمكة 2003 - بحب السيما 2004 - ليلة سقوط بغداد 2005 | - حليم 2005 - الأولة في الغرام 2007 - كشف حساب 2007 - أنا مش معاهم 2007 - نمس بوند 2008 - آسف على الإزعاج 2008 - الريس عمر حرب 2008 - كابتن هيما 2008 - ميكانو 2009 - صياد اليمام 2009 - بون سواريه 2010 - رد فعل 2011 |

## مسلسلاته
شارك بأدوار ثانوية في أشهر المسلسلات المصرية وهي:
1 - هروب 1976
2 - على هامش السيرة 1978
3 - محمد رسول الله إلى العالم 1979
4 - الأزهر الشريف منارة الإسلام 1982
5 - الصعود إلى القمة 1985
6 - رسول الإنسانية 1985
7 - الأنصار 1986
8 - الوسيه 1990
9 - ليالي الحلمية 1992
10 - القضاء في الإسلام 1993
11 - العائلة 1994
12 - على باب الوزير 1995
13 - عمر بن عبد العزيز 1995
14 - الخروج من المأزق 1996
15 - الشراقي 1997
16 - هارون الرشيد 1997
17 - ضد التيار 1997
18 - رد قلبي 1998
19 - القضاء في الإسلام 1999
20 - الليث بن سعد 1999
21 - أم كلثوم 1999
22 - سامحوني ماكانش قصدي 2000
23 - اهل الدنيا 2000
24 - جسر الخطر 2000
25 - آوان الورد 2000
26 - البر الغربي 2001
27 - للعدالة وجوه كثيرة 2001
28 - طيور الشمس 2002
29 - قاسم أمين 2002
30 - رجل الأقدار 2002
31 - فارس بلا جواد 2002
32 - ملفات سرية 2003
33- أولاد الأكابر 2003
34 - تعالى نحلم ببكرة 2003
35 - إمام الدعاة 2003
36 - محمود المصري 2004
37 - فريسكا 2004
38 - عباس الأبيض في اليوم الأسود 2004
39 - الظاهر بيبرس 2005
40 - ريا وسكينة 2005
42 - امرأة من الصعيد الحلواني 2006
43 - نور الصباح 2006
44 - سكة الهلالي 2006
45 - من أطلق الرصاص على هند علام 2007
46 - الفريسة والصياد 2007
47 - الملك فاروق 2007
48 - عمارة يعقوبيان 2007
49 - لحظات حرجة 2007
50 - بنت من الزمن ده 2008
51 - طيارة ورق 2008
52 - قاتل بلا أجر 2009
53 - الوتر المشدود 2009
54 - اغتيال شمس 2010
55 - الجماعة 2010
56 - شيخ العرب همام 2010
57 - أهل كايرو 2010
58 - الريان 2011
59 - أبواب الخوف 2011
60 - طرف ثالث 2012
61 - آسيا 2013
62 - بدون ذكر أسماء 2013
63 - سرايا عابدين 2014

## مسرحياته
شارك في بعض الأعمال المسرحية وهي:
1 - باب الشعرية 1980
2 - أيدي عبر البحر 1990

## وفاته
توفي في نفس يوم ميلاده في 1 أكتوبر 2017 بعد إصابته بنوبة قلبية عن عمر يناهز 77 عاماً.

## روابط خارجية
- رؤوف مصطفى على موقع الدهليز
- رؤوف مصطفى على موقع قاعدة بيانات الأفلام العربية